# Notoua
Notoua é uma ilha do Kiribati, sendo uma subdivisão de Tarawa.